# Reial Club Deportiu Espanyol de Barcelona
Il Reial Club Deportiu Espanyol de Barcelona, noto come RCD Espanyol o Espanyol, è una società calcistica spagnola con sede nella città di Barcellona. Milita nella Primera División,  prima divisione del   
campionato spagnolo.
Disputa le partite interne all'RCDE Stadium (40.500 spettatori). Anche se attualmente esiste soltanto la sezione calcistica, il club è formalmente una società polisportiva, avendo avuto in passato anche le sezioni di pallacanestro e hockey su pista. Disputa il derby di Barcellona con i blasonati cugini del Barcelona.
Al 2024-2025 ha militato per 88 stagioni in Primera División, risultando il quinto club spagnolo con più presenze nella massima serie del campionato nazionale. Il miglior risultato che ha ottenuto in tale competizione è il terzo posto, raggiunto quattro volte (1932-33, 1966-67, 1972-73 e 1986-87). Vanta nel proprio palmarès la conquista di 4 Coppe di Spagna (1928-29, 1940, 1999-2000 e 2005-06). Il club ha partecipato sette volte alla Coppa UEFA, raggiungendo la finale nelle edizioni 1987-88 e 2006-07 e perdendo, in entrambi i casi, il trofeo ai tiri di rigore.

## Storia

### La fondazione e gli inizi (1900-1906)

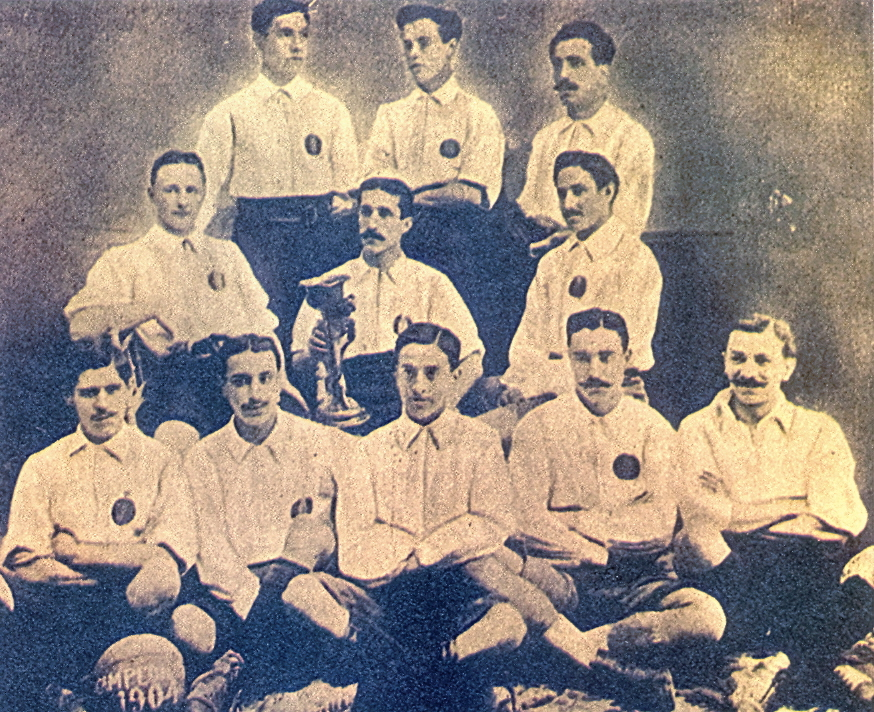
Una delle primissime formazioni dell'Espanyol quando, nel 1904, vinse un campionato catalano

La società fu fondata il 28 ottobre 1900 con il nome di Sociedad Española de Football da Octavi Aballí, Lluís Roca e Àngel Rodríguez Ruiz, tre studenti di ingegneria dell'Università di Barcellona, con l'intenzione di creare un club sportivo formato solamente da giocatori spagnoli, sul modello del Català. Con quest'ultima squadra l'Español disputò i primi incontri della sua storia, di cui però non sono stati documentati i risultati. Nel 1901 la squadra, assorbendo la fallita Deportiva Santanach, assunse il nome di Club Español de Foot-Ball. L'anno seguente l'Español esordì nella neonata Coppa di Spagna, di cui detiene il primato di essere stata la prima squadra a segnare nella manifestazione, mentre nel 1903 ebbe il primo incontro con una squadra straniera, il Tolosa.

### Sospensione e ripresa delle attività (1906-1920)

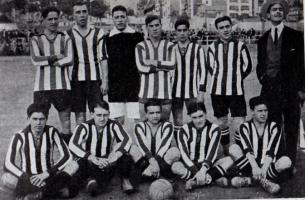
L'Espanyol nel 1912, anno in cui ottenne il titolo di Real dalla monarchia spagnola

Nel 1906, a causa dell'abbandono della squadra da parte dei giocatori per motivi prevalentemente di studio, l'Español interruppe la propria attività per riprenderla tre anni dopo, sotto forma di società polisportiva (le prime sezioni ad essere attivate furono, assieme a quella calcistica, quella di ju-jitsu, scherma e boxe) con il nome di Club Deportivo Español. Nel 1911 la squadra acquistò i primi calciatori stranieri, mentre l'anno successivo il re Alfonso XIII conferì alla società il titolo di Real. Negli anni successivi l'Español iniziò ad affermarsi in campo regionale, vincendo quattro volte (1904, 1912, 1915 e 1918) il campionato di Catalogna, mentre negli anni venti la squadra cominciò ad affermarsi anche a livello internazionale, grazie a dei tour disputati in Europa e in Sudamerica (dove sfidò anche le nazionali argentina e uruguayana), durante i quali si misero in luce diversi giocatori, tra cui il portiere Ricardo Zamora. Altro avvenimento degno di nota fu l'apertura, nel 1923, dello stadio di Sarriá, destinato ad ospitare gli incontri casalinghi della squadra.

### La vittoria in Coppa del Re e i primi campionati (1920-1936)

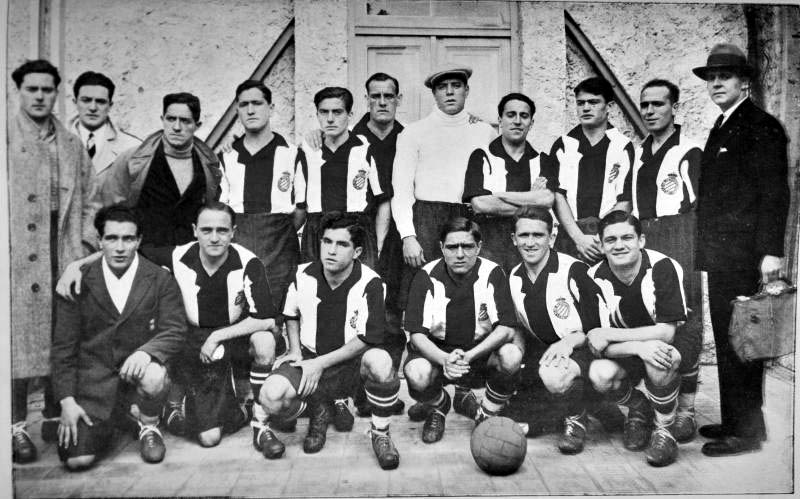
Una formazione dell'Espanyol nel 1926

L'Español fu iscritto di diritto alla prima edizione del campionato spagnolo di massima divisione: la squadra, che detiene il primato di aver segnato il primo gol nella storia del campionato, concluse al settimo posto, riscattandosi però nella coppa nazionale, in cui si affermò dopo aver sconfitto per 2-1 il Real Madrid. Nelle stagioni successive l'Español disputò campionati di classifica medio-alta, con picchi nelle stagioni 1929-30 e 1932-33, in cui conquistò rispettivamente il quarto e il terzo posto. Da notare che durante questo periodo la squadra perse la denominazione Real a causa dell'istituzione della repubblica in Spagna.

### Il dopoguerra (1940-1960)
Interrotta l'attività nel 1936 a causa della guerra civile, l'Español tornò attiva al termine delle ostilità, centrando nel 1940, alla prima stagione dopo la fine del conflitto, la sua seconda vittoria in Coppa del Re (all'epoca "Copa del Generalísimo"), ottenuta sempre ai danni del Real Madrid (2-1).
A questo trionfo seguirono due decenni di piazzamenti di media classifica, con un'impennata all'inizio degli anni cinquanta, quando l'Español conquistò due quarti posti consecutivi nelle stagioni 1952-53 e 1953-54.

### L'esordio in Europa e le prime retrocessioni (1960-1980)
Nella stagione 1961-62 l'Español esordì in Europa giocando la Coppa delle Fiere: alle buone prestazioni offerte dalla squadra (che fu eliminata ai quarti di finale) in campo europeo fece da contraltare un campionato sottotono che costò, al termine della stagione, la prima retrocessione in Segunda División.
Riguadagnata prontamente la massima serie, l'Español, trascinato da Alfredo Di Stéfano, rigiocò la Coppa delle Fiere nella stagione 1965-66 (in cui venne eliminato ancora una volta ai quarti di finale in un derby barcellonese con il Barcellona) e guadagnò il terzo posto nella stagione seguente. A questo risultato però seguì un calo delle prestazioni da parte della squadra, che al termine della stagione 1968-69 retrocesse nuovamente in seconda categoria.
Risalito subito in massima serie, l'Español disputò durante gli anni settanta dei campionati di media classifica, partecipando per due volte alla Coppa UEFA grazie ad un terzo e quarto posto, ottenuti rispettivamente durante le stagioni 1972-73 e 1975-76.

### La prima finale di Coppa UEFA (1980-1989)

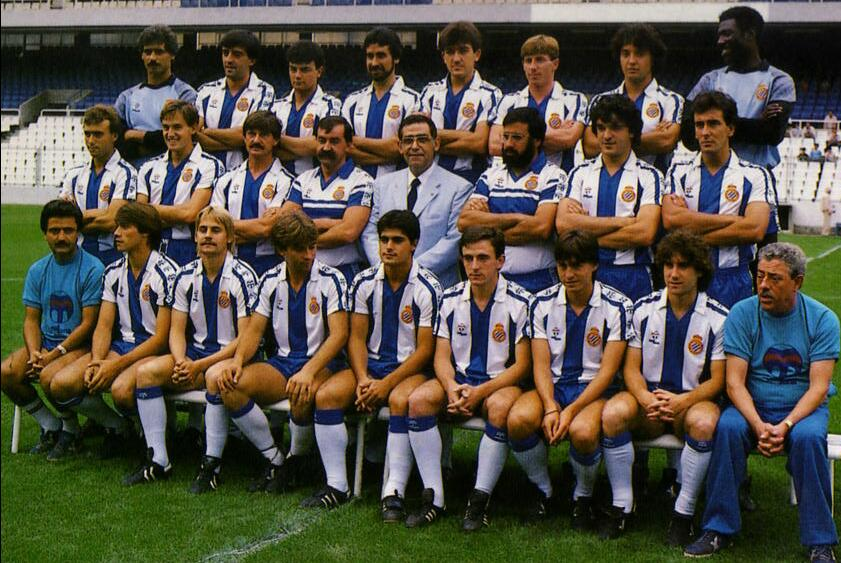
La rosa dell'Espanyol nella stagione 1980-81

Per tutti gli anni ottanta l'Español continuò a navigare in posizioni di centro-classifica, con un'impennata nella stagione 1986-87. La squadra, guidata da Javier Clemente al suo primo anno sulla panchina catalana, concluse la stagione regolare al terzo posto, per poi mantenere la posizione nel girone finale, guadagnandosi l'accesso alla Coppa UEFA 1987-1988 dopo dieci anni di assenza dal palcoscenico europeo.
Nella competizione europea l'Español, dopo aver eliminato anche Milan e Inter, raggiunse la finale che la vide opporsi al Bayer Leverkusen. Dopo aver vinto la gara di andata a Barcellona per 3-0, i catalani si fecero rimontare al ritorno, che vide il Bayer Leverkusen prevalere per 3-0 al termine dei tempi regolamentari, e persero la coppa ai tiri di rigore a causa degli errori in sequenza di Urquiaga, Zúñiga e Losada.
Nel 1988-1989 la squadra incappò in una stagione negativa che si concluse con la retrocessione della squadra in Segunda División, avvenuta dopo aver perso i play-out contro il Maiorca.

### La risalita, l'arrivo di Camacho e il cambio di nome (1989-1995)
La risalita in Primera División (avvenuta vincendo ai play-off promozione/salvezza contro il Malaga) fu immediata, ma l'Español, nonostante l'avvicendarsi di allenatori titolati (tra cui Luis Aragonés e Ljubomir Petrović, appena laureatosi Campione d'Europa e del mondo con la Stella Rossa), continuò poi a navigare in posizioni di classifica medio-bassa della Primera División, fino a retrocedere per una seconda volta al termine della stagione 1992-93, dopo aver perso di misura i play-out contro il Racing Santander.
La svolta si ebbe con l'ingaggio di José Antonio Camacho: al suo primo anno sulla panchina catalana riportò la squadra in massima serie, concludendo il campionato al primo posto. Verso la fine della stagione 1994-1995, che si concluse con il sesto posto finale da parte della squadra, fu deciso il cambio di nome della società che, già divenuta nel 1992 una Sociedad Anonima Deportiva, assunse il nome di Reial Club Deportiu Espanyol de Barcelona. La parola Deportiu (che è una catalanizzazione della parola Deportivo) non esiste in catalano; infatti il corretto sarebbe Esportiu. Tale scelta fu fatta per mantenere l'acronimo RCD. Alla sua prima stagione con il nuovo nome l'Espanyol migliorò ulteriormente la propria posizione in classifica, concludendo il campionato al quarto posto, che valse l'accesso in Coppa UEFA.

### Verso il centenario e oltre (1995-2003)
Nella stagione successiva all'abbandono di Camacho, il 1996-1997, la squadra disputò un anonimo campionato che si concluse con l'uscita dalla Coppa UEFA ai sedicesimi di finale contro il Feyenoord e con un dodicesimo posto finale. Unico avvenimento degno di nota fu il cambio di stadio: la squadra si trasferì infatti al termine della stagione nello stadio olimpico Lluís Companys. L'ultima partita giocata nello stadio di Sarriá fu disputata il 21 giugno 1997 contro il Valencia e vide la vittoria dei catalani per 3-2.
Nella stagione 1999-00 la squadra festeggiò il centenario della sua fondazione (celebrato anche con un match amichevole contro la selezione argentina, vinto per 2-0 dai catalani). Al termine del campionato l'Espanyol tornò, dopo sessant'anni, al successo in Coppa del Re, grazie alla vittoria in finale per 2-1 contro l'Atlético Madrid.
Nelle stagioni seguenti a questa vittoria l'Espanyol continuò a navigare nelle posizioni basse della classifica, toccando il punto più basso nella stagione 2002-03, quando concluse al diciassettesimo posto.

### Anni duemila e seconda finale di Coppa UEFA (2000-2009)
Nella stagione 2004-05, con Miguel Ángel Lotina in panchina, l'Espanyol tornò a disputare un campionato di buon livello, concludendo al quinto posto, ad un solo punto dalla zona Champions League. L'anno successivo la squadra si classificò solo al quindicesimo posto, ma si assicurò la qualificazione in Coppa UEFA (da cui era stata eliminata, durante la stagione, ai sedicesimi di finale) per il secondo anno consecutivo, grazie alla vittoria della quarta Coppa del Re, conquistata dopo aver sconfitto in finale per 4-1 il Real Saragozza.
Al termine della stagione Lotina lasciò la panchina dell'Espanyol ad Ernesto Valverde. L'Espanyol concluse il campionato a metà classifica, ma riuscì a raggiungere la finale di Coppa UEFA per la seconda volta nella sua storia, dopo aver vinto tutte le partite del girone eliminatorio e aver eliminato in sequenza il Livorno, il Maccabi Haifa, il Benfica e il Werder Brema senza perdere neanche un incontro. La finale, che vide opposti i catalani al Siviglia detentore della coppa, vide di nuovo l'Espanyol perdere ai rigori: dopo essere passata due volte in svantaggio (tra cui una durante i tempi supplementari), la squadra riuscì in entrambi i casi a pareggiare (giocando buona parte della partita in dieci a causa dell'espulsione di Hurtado al 68') e ad arrivare ai rigori, dove però i tiratori si fecero parare tre dei quattro tentativi dal dischetto.

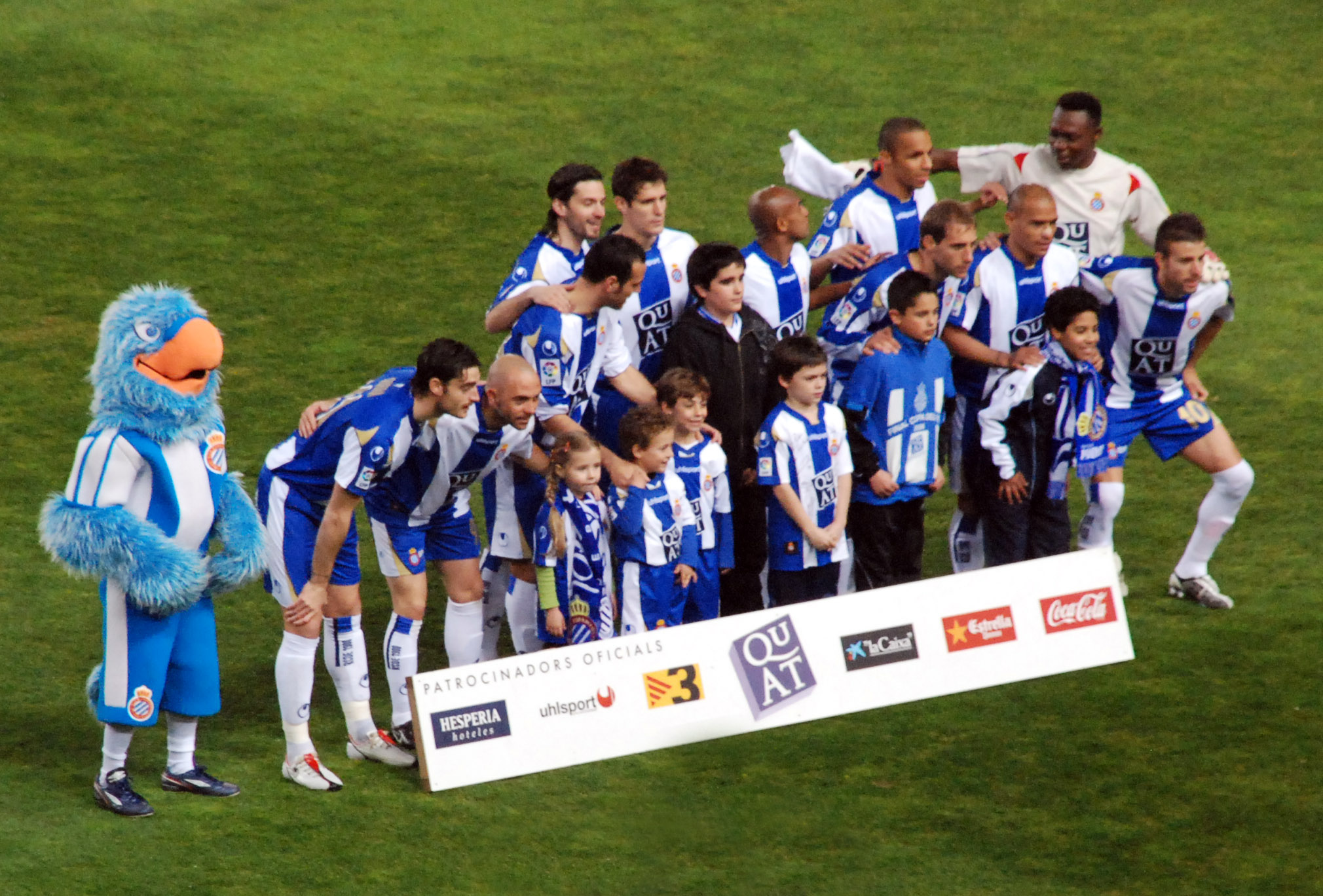
Una formazione dell'Espanyol scesa in campo nel febbraio 2008

Nel giugno 2007 il bomber Raúl Tamudo divenne il miglior marcatore nella storia dell'Espanyol.
Nella stagione 2008-2009 il ritorno sulla panchina della squadra di Mauricio Pochettino salvò l'Espanyol dalla retrocessione.

### Anni duemiladieci: il nuovo stadio (2010-2019)
Dopo dodici stagioni trascorse allo stadio olimpico Lluís Companys, all'inizio della stagione 2009-2010 il club si trasferì in un nuovo impianto, lo stadio Cornellà-El Prat. Il match inaugurale, disputato il 2 agosto 2009, coincise con una vittoria dell'Espanyol per 3-0 contro il Liverpool. L'8 agosto 2009, mentre era in ritiro con la squadra per preparare delle amichevoli in Italia, si spense a Coverciano, all'età di 26 anni, il capitano della squadra Dani Jarque per un asistolia. In suo onore l'Espanyol decise di ritirare la maglia numero 21 che gli apparteneva e da allora durante ogni partita casalinga al minuto 21 parte un minuto di applauso in suo onore.
Il 10 settembre 2009 l'IFFHS diramò la classifica dei migliori club europei del XX secolo, collocando l'Espanyol al 98º posto.
Le stagioni seguenti, con Pochettino in panchina, furono caratterizzate da comode salvezze e da un progetto di lancio dei giovani cresciuti nel settore giovanile del club. Talvolta l'Espanyol giunse anche a lottare per una qualificazione in Europa League. Nel 2012-2013, con il club ultimo in classifica a novembre, Pochettino fu però esonerato e sostituito con il messicano Javier Aguirre, che condusse la squadra alla salvezza con sei giornate di anticipo e nella stagione seguente ottenne la seconda salvezza consecutiva, prima di lasciare il club.
Nel 2014 giunse sulla panchina dell'Espanyol Sergio González, allenatore della squadra B, che portò la squadra al decimo posto e alla semifinale di Coppa del Re. Nel dicembre 2015, con la squadra dodicesima in classifica, González fu sollevato dall'incarico e rimpiazzato da Constantin Gâlcă, ex calciatore della squadra. Parallelamente si verificarono dei cambiamenti nell'assetto societario. Il presidente Joan Collet e il consiglio di amministrazione si dimisero il 20 gennaio 2016 per consentire l'insediamento del nuovo proprietario, il cinese Chen Yanseng. Gâlcă condusse la squadra al tredicesimo posto e fu esonerato. Al suo posto fu chiamato Quique Sánchez Flores, che condusse i suoi all'ottavo posto nel 2016-2017, mentre nella stagione seguente fu esonerato nell'aprile 2018 dopo quattro sconfitte in cinque partite, a cinque giornate dalla fine del campionato e con la squadra otto punti sopra la zona retrocessione. La squadra concluse l'annata all'undicesimo posto sotto la guida dell'allenatore delle giovanili, David Gallego, mentre nel 2018-2019, allenata da Rubí, chiuse settima, tornando così in UEFA Europa League. 

### Anni duemilaventi: tra prima e seconda divisione
La stagione 2019-2020 si rivelò problematica sin dall'inizio, con la squadra coinvolta nella lotta per non retrocedere. Al pessimo cammino in campionato fece da contraltare un buon rendimento in Europa League, competizione nella quale l'Espanyol, dopo aver vinto il proprio girone, giunse fino ai sedicesimi di finale, stabilendo il record di 26 partite consecutive senza sconfitte nelle coppe europee (non considerando i tiri di rigore della finale di Coppa UEFA del 2006-2007), successivamente eguagliato dal Manchester City in Champions League, tra le stagioni 2022-23 e 2024-25, anche in questo caso non considerando i tiri di rigore del quarto di finale 2023-24 contro il Real Madrid. Sul fronte nazionale a nulla valsero tre cambi della guida tecnica (David Gallego fu avvicendato da Pablo Machín e questi da Abelardo, poi esonerato per fare posto a Francisco Rufete): il pessimo rendimento in campionato causò, stante la sconfitta nel derby contro il Barcellona, la retrocessione in Segunda División con tre giornate di anticipo, dopo ventisei stagioni consecutive di permanenza in massima serie; nella giornata seguente giunse anche la certezza aritmetica dell'ultimo posto finale in classifica. La permanenza in Segunda División durò solamente una stagione: sotto la guida di Vicente Moreno, l'Espanyol vinse il campionato e tornò immediatamente in Primera División per la stagione 2021-2022, in cui ottenne la salvezza. Una nuova retrocessione in Segunda División avvenne alla penultima giornata del campionato 2022-2023.

## Colori e simboli

### Evoluzione della divisa
La divisa della squadra di calcio è bianca con strisce azzurre, i calzoncini azzurri e i calzettoni bianchi. La seconda maglia è invece rossa con una croce bianca, con calzoncini bianchi e calzettoni rossi. Il colore attuale (scelto in onore dell'ammiraglio Ruggiero di Lauria) della squadra è stato adottato ufficialmente nel 1910. In precedenza la squadra giocava con una maglia gialla.
| 1900 | 1901 | 1910 | 1915 | 1941 | 1966 |  |

| 2000 | 2001 | 2004 | 2006 | 2010 |

### Simbolo
Il primo simbolo della squadra, adottato fino al 1910, è stato un cerchio rosso con al centro un'ellisse gialla. All'interno di questa figura vi sono le iniziali del nome della società, di colore nero. Nel 1910 lo stemma acquisisce un aspetto più simile a quello attuale, divenendo un cerchio rosso con riempimento a righe azzurre e blu (in questo spazio erano inoltre incluse le iniziali del nome della società), mentre due anni dopo, con l'acquisizione del titolo Real, assume lo stesso aspetto del logo attuale, ovvero un cerchio rosso con all'interno il nome esteso della società, con all'interno delle linee oblique rosse e blu, il tutto sovrastato da una corona. Questo stemma è rimasto quasi invariato fino ai giorni nostri: nel 1931, con l'istituzione della repubblica, perde la corona e il nome Real, per poi riacquisirli con l'avvento della dittatura franchista. Tra il 1998 e il 2005 infine lo stemma subisce alcune modifiche per quanto riguarda la corona, ora più stilizzata.

## Strutture

### Stadio

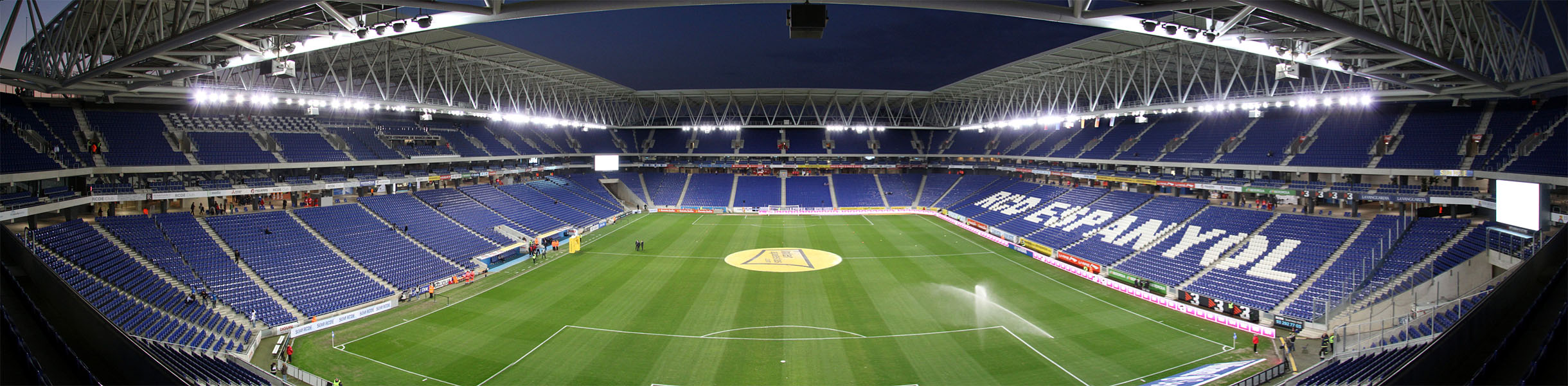
Veduta panoramica dell'RCDE Stadium

Il club gioca nell'RCDE Stadium, impianto di proprietà che sorge tra i comuni di Cornellà e di El Prat. È stato inaugurato nel 2009 ed è capace di contenere 40.500 spettatori.

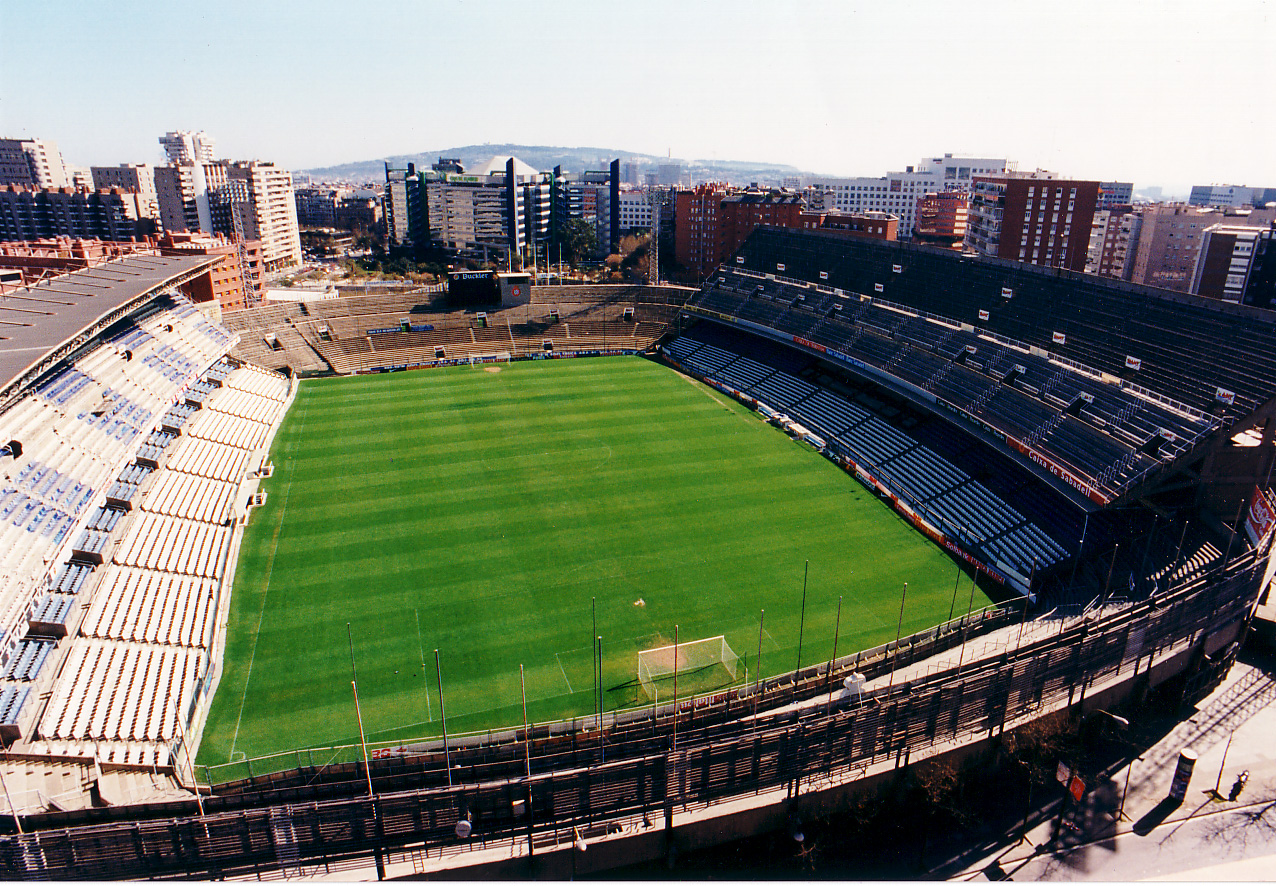
Lo Stadio di Sarriá, terreno di casa dal 1923 al 1997.

In precedenza l'Espanyol disputò i suoi incontri casalinghi in diversi stadi:
- Tra il 1900 ed il 1901 utilizzò uno stadio conosciuto come Can Grassot, questo impianto sorgeva a lato della Sagrada Família.
- Tra il 1901 ed il 1902 utilizzò un appezzamento di terra che era situato vicino alla Plaza de toros de las Arenas.
- Tra il 1902 ed il 1903 utilizzò un campo sportivo che sorgeva nella zona sud dell'Hospital Clínic[12].
- Tra il 1903 ed il 1905 utilizzò un campo sportivo che sorgeva nelle vicinanze dell'Hospital Clínic; a differenza del precedente, però, questo sorgeva nella zona nord.
- Tra il 1908[13] ed il 1910 utilizzò un impianto sportivo denominato Camp del carrer Marina che in precedenza era di proprietà del X Sporting Club[14].
- Tra il 1910 ed il 1923 utilizzò il Velódromo Parque de Deportes.
- Nel 1923 venne costruito il primo stadio di proprietà del club denominato Stadio di Sarriá, che ospitò anche tre gare del mondiale del 1982, quelle del gruppo C della seconda fase a gruppi (tra le quali Italia-Brasile 3-2). L'Espanyol giocò qui le sue partite casalinghe fino al 1997, anno in cui fu costretto a vendere il terreno su cui lo stadio sorgeva per sanare alcune posizioni debitorie; poco tempo dopo la vendita lo stadio venne demolito.
- Tra il 1997 ed il 2009, l'Espanyol, ha giocato le sue gare interne allo Stadio olimpico Lluís Companys.

## Società

### Sezioni scomparse
La sezione di basket venne fondata nel 1923 e disciolta nel 1989, vincendo una Coppa de Espana ed avendo militato complessivamente per 11 stagioni al massimo campionato nazionale. La sezione femminile vinse invece la Coppa di Spagna nella stagione 1942-43.
La sezione di atletica leggera fu in attività tra il 1918 ed il 1972. Nel 2006 un movimento interno del club ha dato vita ad una squadra di atletica chiamata AE Blanc i Blau Pro-Seccions, affiliata alla Federazione catalana di atletica che gareggia con i colori e lo stemma dell'Espanyol.
La squadra di baseball fu la vincitrice del primo campionato nazionale, nel 1944, successo bissato nel 1953.
La sezione di rugby che fu fondata nell'aprile 1923. La prima partita fu giocata contro il Santboiana vincendo per 11-3. Il maggiore risultato della sezione fu ottenuto nel 1941 quando perse la finale di Coppa del Re. Ubach e i fratelli Rocha sono stati alcuni dei giocatori più importanti. Il 21 maggio 1911 si tenne a Barcellona la prima partita di rugby. L'RCD Espanyol, con diversi giocatori della sua squadra di calcio come Pere Gibert, Santiago Massana e Emilio Sampere, Affrontò il Société Patrie, una squadra creata dalla colonia francese in città. La partita, giocata al Parc Velodrome Sport, si concluse con la sconfitta degli spagnoli per 0-7. Per questo motivo e per celebrare il centenario dell'arrivo del rugby in Catalogna, il RCD Espanyol ha giocato un'amichevole il 5 giugno 2011 contro la Société Patrie con il punteggio finale di nuovo a favore dei francesi, 12-40.

## Calciatori

### Vincitori di titoli
Campioni del Sudamerica
- Enzo Roco (USA 2016)

Nations League
- Joselu (2023)

## Palmarès

### Competizioni nazionali

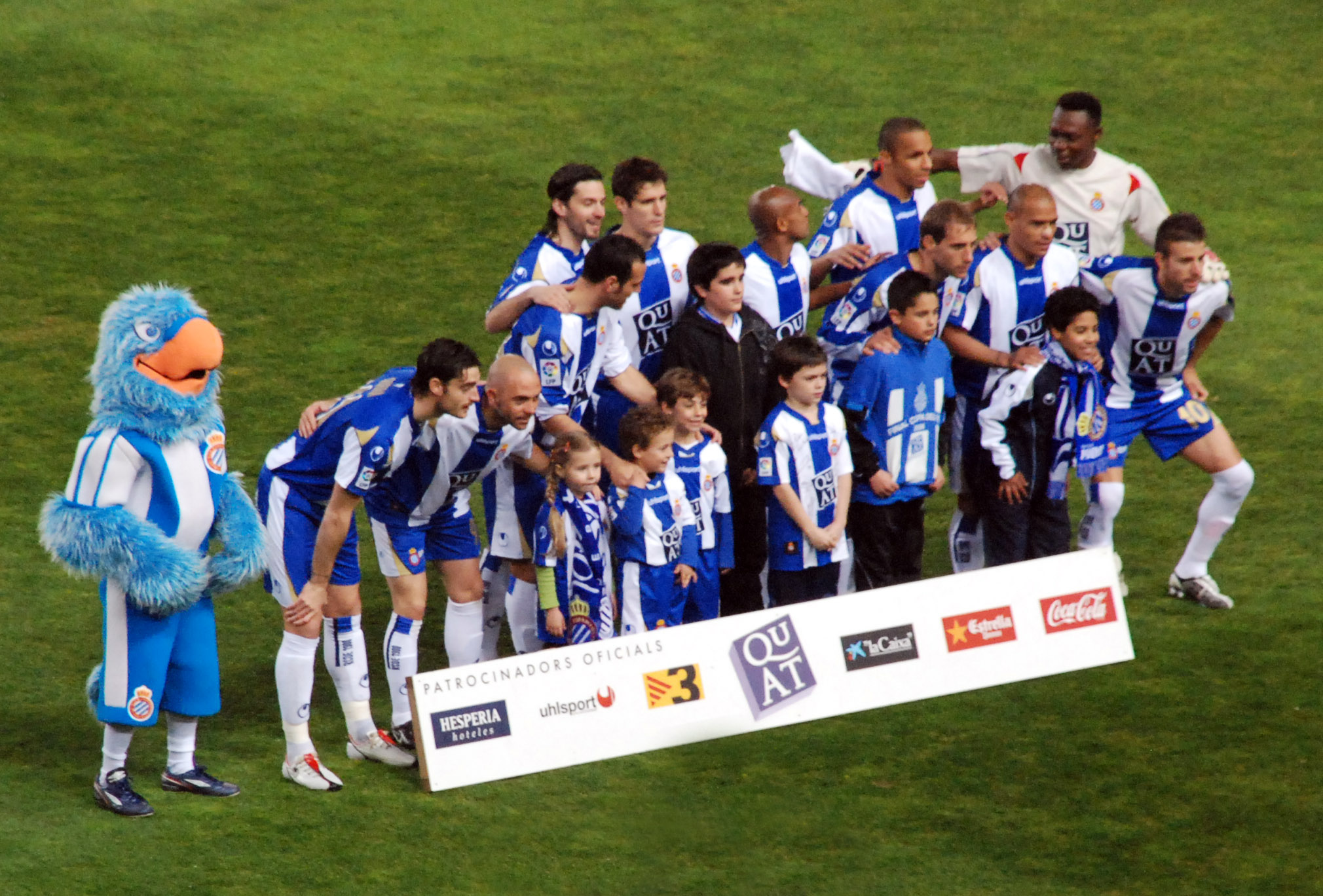
Una formazione dell'Espanyol nel 2008.

- Coppa di Spagna: 4

1928-1929, 1940, 1999-2000, 2005-2006
- Segunda División: 2

1993-1994, 2020-2021

### Competizioni internazionali
- Coppa Intertoto: 1

1968

### Competizioni regionali
- Coppa Macaya / Campionato della Catalogna: 9

1902-1903, 1903-1904, 1911-1912, 1914-1915, 1917-1918, 1928-1929, 1932-1933, 1936-1937, 1939-1940
- Coppa di Catalogna: 6

1994-1995, 1995-1996, 1998-1999, 2005-2006, 2009-2010, 2010-2011
- Supercoppa di Catalogna 1

2016
- Coppa Duward: 2

1953, 1954
- Trofeo Ramón de Carranza: 2

1973, 2010
- Trofeo Ciudad de La Línea: 1

1975

### Competizioni giovanili
- División de Honor Juvenil de Fútbol: 1

2007-2008

## Statistiche e record

### Partecipazione ai campionati e ai tornei internazionali

#### Campionati nazionali
Dalla stagione 1928-1929 alla 2025-2026 il club ha ottenuto le seguenti partecipazioni ai campionati nazionali:
| Livello | Categoria        | Partecipazioni | Debutto   | Ultima stagione | Totale |
| ------- | ---------------- | -------------- | --------- | --------------- | ------ |
| 1º      | Primera División | 89             | 1931-1932 | 2025-2026       | 89     |
| 2º      | Segunda División | 6              | 1962-1963 | 2023-2024       | 6      |

#### Tornei internazionali
Alla stagione 2025-2026 il club ha ottenuto le seguenti partecipazioni ai tornei internazionali:
| Categoria                     | Partecipazioni | Debutto   | Ultima stagione |
| ----------------------------- | -------------- | --------- | --------------- |
| Coppa UEFA/UEFA Europa League | 8              | 1973-1974 | 2019-2020       |
| Coppa Intertoto               | 2              | 1998      | 1999            |

### Statistiche individuali
Il giocatore con più presenze nelle competizioni europee è Daniel Jarque a quota 22, mentre il miglior marcatore è Walter Pandiani con 11 gol.
Il più giovane esordiente con la maglia dei bianco-blu in una competizione ufficiale è stato Branko Kubala, figlio del più noto László. Branko esordì in campionato il 3 aprile 1965 allo stadio San Mamés di Bilbao contro l'Athletic Bilbao all'età di 16 anni e 83 giorni.

### Statistiche di squadra
A livello internazionale la miglior vittoria è il 6-2 ottenuto contro lo Zulte Waregem nella fase a gruppi della Coppa UEFA 2006-2007, mentre la peggior sconfitta è un 3-0, subito in quattro occasioni: contro il RWD Molenbeek nel primo turno della Coppa UEFA 1973-1974, contro il Bayer Leverkusen nel ritorno della finale della Coppa UEFA 1987-1988, contro il Feyenoord nel secondo turno della Coppa UEFA 1996-1997 e contro lo Schalke 04 nei sedicesimi della Coppa UEFA 2005-2006. Detiene il record di 26 partite consecutive senza sconfitte nelle coppe europee, stabilito tra la Coppa UEFA 2006-2007 e l'Europa League 2019-2020 (la finale del 2006-2007, conclusa ai rigori, è considerata statisticamente un pareggio), eguagliato dal Manchester City in Champions League tra le stagioni 2022-23 e 2024-25 (in questo caso non considerando i tiri di rigore contro il Real Madrid nel quarto di finale 2023-24).

## Rosa 2025-2026
Rosa e numerazione sono aggiornate al 15 luglio 2025.
| N. |                    | Ruolo | Calciatore            |
| -- | ------------------ | ----- | --------------------- |
| 5  | Spagna (bandiera)  | D     | Fernando Calero       |
| 6  | Uruguay (bandiera) | D     | Leandro Cabrera       |
| 7  | Spagna (bandiera)  | A     | Javi Puado (capitano) |
| 8  | Spagna (bandiera)  | C     | Edu Expósito          |
| 10 | Spagna (bandiera)  | C     | Pol Lozano            |
| 11 | Spagna (bandiera)  | C     | Pere Milla            |
| 13 | Spagna (bandiera)  | P     | Fernando Pacheco      |
| 14 | Spagna (bandiera)  | D     | Brian Oliván          |
| 15 | Spagna (bandiera)  | D     | José Gragera          |
| 16 | Marocco (bandiera) | A     | Walid Cheddira        |
| 17 | Spagna (bandiera)  | C     | Jofre Carreras        |

| N. |                      | Ruolo | Calciatore             |
| -- | -------------------- | ----- | ---------------------- |
| 18 | Spagna (bandiera)    | C     | Álvaro Aguado          |
| 19 | Spagna (bandiera)    | C     | Salvi Sánchez          |
| 20 | Rep. Ceca (bandiera) | C     | Alex Král              |
| 21 | Spagna (bandiera)    | C     | Nico Melamed           |
| 22 | Spagna (bandiera)    | D     | Carlos Romero          |
| 23 | Marocco (bandiera)   | D     | Omar El Hilali         |
| 31 | Spagna (bandiera)    | A     | Antoniu Roca           |
| 35 | Spagna (bandiera)    | C     | Rafel Bauzà            |
| 40 | Canada (bandiera)    | D     | Justin Smith           |
| 90 | Spagna (bandiera)    | A     | Roberto Fernández Jaén |
|    | Spagna (bandiera)    | D     | José Salinas           |